# 林澄源
林澄源（1536年—？），字仲清，福建興化府莆田縣人，軍籍，明朝政治人物。

## 生平
嘉靖三十七年（1558年）戊午科福建鄉試第二十五名。嘉靖三十八年會試第六十五名，登進士第二甲第十名進士。授户部主事，遷员外、郎中，隆慶三年（1569年）正月出為貴州右參議。属水西安酋亂，當事者方議用兵，而澄源以蛮夷叛服靡常，剿孰与撫便。已而兵出，殺傷過當，卒用其言撫之，事遂定。六年閏二月，晉本省按察副使，備兵威清。萬曆四年（1576年）正月晉右參政，鎮威清如故。進士邹元标以論劾张居正贬戍羅施，道經其境，澄源与之盘桓弥日，人或危之，曰：「吾分已定，即缘此得罪，吾固安之。」因名其庵曰「定庵」。六年八月升廣西按察使，八年正月入覲，轉四川右布政，十二月以违禁驰驿，降三级，遂乞終養歸。部使者交章論薦，竟不起。

## 著作
著有《悟往吟》及《經傳講義》。

## 家族
曾祖林黼；祖父林少陵；父林師道，母徐氏。具庆下。